# Psophodes
Psophodes és un gènere d'ocells de la família dels psofòdids (Psophodidae). Les espècies que el componen es divideixen entre els de bec de falca (Psophodes cristatus i Psophodes occidentalis) i els de bec de fuet (Psophodes olivaceus i Psophodes nigrogularis). Se sap que les subespècies de P. occidentalis que resideixen a Austràlia Occidental estan en perill d'extinció.
És un gènere de quatre espècies d'ocells cantors endèmics d'Austràlia.

## Descripció
Els Psofodes són ocells insectívors tímids, de mida mitjana que viuen al sotabosc. Les característiques principals són que llueixen una cresta i un bec pesat i comprimit lateralment. Tenen una cua llarga amb potes i peus molt desenvolupats, així com ales curtes i arrodonides. Els de bec de falca tenen la sisena i la setena ploma primària, així com les corbes de les vores de les ales de color blanc. Tenen vuit rectrius a l'exterior amb punta blanca, mentre que els de bec de fuet només en tenen sis de puntes blanques. Els moviments tant d'uns com de els altres en caminar, inclinar-se i postures són gairebé idèntics.
Els de bec de falca són d'aspecte marró gris i amb petites crestes. Són gairebé indistingibles excepte per les vocalitzacions i el cant. En canvi, els de bec de fuet (de l'est i de l'oest), tot i que comparteixen moltes similituds amb els de falca, són evidentment diferents, sobretot pel que fa al plomatge. La majoria són de color verd oliva amb taques malars blanques, així com la gola negra o la part superior del pit. Les vocalitzacions del psofoda de bigotis són molt semblants als de bec de falca, però, el psofoda barbablanc difereix una vegada més en la vocalització. El plomatge d'ambdós és similar però tenen taques malars blanques molt més conspícues i són d'un color verd oliva més ric.

## Distribució i hàbitat
Els psofodes es troben en moltes zones d'Austràlia. El psofoda crestat oriental es troba a les planes del centre d'Austràlia, principalment entre els Lachlan i els Darling, però, s'han trobat a la part inferior de Naomi. En l'actualitat, el bec de falca es troba fins al riu Darling a prop de Louth (30°35'S, 145°05'E), Coronga Peak (30°45'S, 146°19'E) i Cobar (31°30'S, 145°50'E). Hi ha hagut registres a Victòria, prop de la frontera sud-oest amb Nova Gal·les del Sud.
La distribució del psofoda barbablanc és des del costat oriental d'Austràlia des del nord-est de Queensland fins a l'est de Nova Gal·les del Sud i Victòria. El psofoda de bigotis es troba a les zones costaneres des de Perth fins a Hopetoun i als brucs de mallee entre Wongan Hills i Hopetoun. L'ocell també cobreix zones al sud-oest d'Austràlia i a l'oest del bosc d'esclerofil·les. Els registres indiquen que el psofoda de bigotis també es troba a Mt Gardner, Two People Bay, el país de Mallee, Banksia, pàrams atrofiats al voltant de Gnowangerup i Borden.
El psofoda de bigotis es troba als matolls costaners i a la vegetació densa del sotabosc del bosc. El seu hàbitat preferit consisteix en una formació de dues capes d'entre 2 i 3 metres d'alçada amb sotaboscs densos a mig densos. Es coneix com l'“ocell de pluja”, ja que busca el cim de les zones costaneres abans de la pluja. És difícil de trobar perquè és desplaça per terra i rarament deixa zones d'arbustos baixos.
S'ha observat que el psofoda barbablanc prefereix boscos alts i humits i zones de ribera, tot i que la capa superior rarament s'utilitza.
La flora circumdant és comuna dels Psophodes. Té una capa de sol d'aproximadament 5 cm de profunditat feta principalment de fulles escleròfil·les. Entre les espècies de Psophodes, hi ha un tema de preferències d'estructura sobre florística. També hi ha una preferència per la Melaleuca uncinata probablement a causa del ràpid creixement després de l'incendi, però, la recol·lecció d'aquesta planta és un motiu de preocupació. Àrees com els sotaboscs herbosos oberts poden equivaler a un hàbitat de menor qualitat i, per tant, una població d'ocells per hectàrea més petita que els llocs densament coberts d'arbustos.

## Comportament
Se sap que els Psofodes són monògams i tenen taxes de “divorci” baixes. Dins de la relació monògama, tant el mascle com la femella alimenten les cries. Els territoris dins de les espècies Psophodes són molt buscats entre els mascles que defensen el seu territori per dominar. Quan els mascles estan immersos en una batalla territorial, emeten com un “crac”. Les femelles normalment fan el mateix quan competeixen pel territori. Normalment, ho fa amb el mascle present i tots dos canten. La femella iguala l'altra femella en el to i freqüència. És important tenir en compte que quan una parella s'uneix, tant el mascle com la femella defensen el territori mitjançant vocalitzacions.

### Cant
Pel que sabem del cant dels Psophodes utilitzen els diferents tipus de cants per a tres funcions principals: (1) Manteniment del contacte, (2) manteniment d'un vincle de parella i (3) advertiment territorial. La major part del cant dels ocells és a l'alba, ja que és el millor moment per a la transmissió del so en diferents entorns.[24]
Els Psophodes es coneixen com a dueters, és a dir que els cants es coordinen per produir cants precisos, constantment cronometrats, alternats o superposats. Es desconeix si el psofoda crestat occidental forma duets amb la parella. A més, Rogers (2005)[25] suggereix que la funció de duet està associada a una convergència de rols sexuals, com ara la defensa territorial i el festeig. Els duets dels Psophodes estan perfectament cronometrats fent que soni com si la cançó vingués d'un sol ocell.[25] A més, Watson (1969) indica que el cant antifonal està vinculat a l'enllaç monògam entre els ocells i és una adaptació evolutiva al medi.
Els mascles de Psòfodes fan un xiulet llarg i prolongat amb un “crac” sobtat i explosiu com un fuet (donant-los el seu nom). La femella normalment respon amb un “txiu-txiu” simultàniament, de manera que els cants sonen com un de sol (antifonal).[25] Els Psofodes tenen diferents tipus de reclams, n'hi ha que la freqüència del “crac” disminueix i d'altres on augmenta. El patró d'ús entre els diferents reclamts és ben conegut, però, si un mascle està cantant, normalment canviarà entre cants després de diversos episodis de la mateixa melodia.[25] L'estructura de la cançó del psofoda barbablanc canvia al voltant de 9 vegades depenent del to del xiulet introductori i de la freqüència i velocitat del “crac”.[25]
El cant s'utilitza per a moltes situacions, com ara especificar la ubicació. Això es faria usant un cicle complet del cant (xiulet d'introducció i “crac”). A més, el cant s'usa amb finalitats territorials, així com per localitzar la parella. Els mascles i les femelles en una relació monògama generalment canten per donar la seva localitat a la parella indicant que no estan lluny l'un de l'altre. En altres situacions, com quan els ocells no volien ser localitzats, normalment només feien el xiulet introductori, que és més difícil de localitzar a causa de la manca d'un to i freqüència canviants. L'ús del xiulet s'utilitza en situacions com quan l'ocell s'acosta al niu, o quan alimenta les cries.[25]

### Alimentació
Tant els de bec de falca com els de fuet generalment s'alimenten de preses, inclosos insectes (hexàpodes) i aranyes (Araneae). Els mètodes usats per aquests ocells inclouen picotejar el terra (aproximadament el 64%), el rastreig i la captura (aproximadament el 34%) i prendre l'aliment a un altre (aproximadament el 2%).[26]
En una anàlisi de l'entorn d'alimentació del psofoda crestat oriental, s'observa que la majoria dels aliments es troben a terra (53%), tanmateix, les branques d'escorça (32%), els troncs dels arbres (6%), l'escorça solta (6%) i el fullatge (3%) són substrats alimentaris addicionals.[26] A més d'aquesta investigació, el psofoda crestat oriental té una línia mitjana d'alimentació d'1,1 m, que mostra que l'ocell no s'alimenta molt alt del terra.[26]
Els Psophodes són coneguts com a depredadors de l'arbre Grevillea caleyi, en perill d'extinció. Es mengen aquesta fruita deixant-la caure a terra, colpejant la fruita amb el bec i trencant-la a trossos.[27]
També se sap que mengen llavors de gira-sol. Utilitzen dues posicions per menjar, la posició cap per amunt i cap per avall. La posició cap per amunt consisteix a aixecar la tíbia des del tars sostenint el cos cap amunt i cap endavant. La posició cap per avall inclou deixar caure les articulacions del genoll i el turmell perquè estiguin recolzats a terra. La punta de la cua descansa a terra per a més suport.[28] Els Psofodes no semblen tenir preferència per l'alimentació pel peu esquerre o dret (com és coherent amb altres espècies d'ocells).[28]

### Criança
Poc se sap sobre l'èxit reproductiu i la reproducció de Psophodes, que malauradament és el mateix per a la resta de la família Cinclosomatidae. Se sap, però, que en el psofoda crestat oriental, la femella produiria niades de dos o de vegades tres ous. Una característica que es pot veure en altres Psòfodes; és una característica evolutiva dels passeriformes australians endèmics. La raó del baix nombre de postes no és ben coneguda, però, s'ha atribuït a la disponibilitat limitada d'aliments, el risc de depredació i les fluctuacions estacionals dels recursos.
L'època de reproducció de Psophodes és d'aproximadament 5-6 mesos i té un període d'incubació mitjà de 20 dies. Les femelles són les responsables de la construcció del niu i la incubació. Per tal d'adaptar-se a les mides de posta baixes, Psophodes produeix normalment múltiples postes durant l'època de reproducció.
Els nius tenen forma de bol generalment de 95 mm (mitjana) de profunditat i 131 mm (mitjana) de diàmetre. S'elaboren de manera ajustada utilitzant ciperàceas (A. scabra, Lepidosperma spp.) i Dasypogon bromelifolius a l'exterior i de més fins, herbes i branquetes a l'interior. Un cop fets l'envol, els ocells solen romandre a prop del niu perquè encara no poden volar. Els adults continuen alimentant les cries durant 2 mesos després que les cries hagin aprés a volar.

## Amenaces
Gran part de la terra on habiten els Psòfodes ha estat afectada per la desforestació i el foc així com alteracions en el clima i l'agricultura.[29] L'incendi i la desforestació s'han produït principalment al cinturó de blat d'Austràlia des dels anys 20.[30] Avui en dia, la major part de la desforestació ha cessat perquè les terres agrícoles i les ciutats estan ben establertes. Els incendis i el clima, però, encara representen una seriosa amenaça per a la conservació d'aquestes espècies, ja que el restabliment dels territoris pot trigar entre 3 i 14 anys.[31] Com que els Psophodes no són migratoris i es mouen lentament, els incendis poden causar devastacions, pel fet que només s'han observat Psophodes en vols d'aproximadament 50 m. Smith també implica que les espècies que viuen fora de les reserves no són viables i poden extingir-se.[32] Només els ocells que viuen dins de les reserves tenen una bona oportunitat de sobreviure.
Des de la dècada de 1960, hi ha hagut una disminució de la freqüència dels incendis a la zona d'Austràlia Occidental que ha contribuït a augmentar la població d'ocells. Es considera que intervals d'incendis inferiors a 10 anys conduirien l'espècie a l'extinció. Tenint en compte el fenomen del canvi climàtic, els incendis a la zona augmentaran i perjudiquen encara més les possibilitats de supervivència de Psophodes.[33] Les estratègies de gestió d'incendis són útils per a la conservació, però, és imprescindible que es tinguin en compte les mesures adequades per a la protecció quan s'utilitzen aquestes estratègies.[34]

## Taxonomia
Els membres del gènere Psophodes estan estretament relacionats amb els tords guatlla de la família Corvida (Cinclosomatidae). Se sap que el psofoda crestat oriental n'és una de les quatre espècies de Psophodes. Rogers i Mulder (2004) també suggereixen dues subespècies del psofoda crestat oriental, el P. livaceus del Sud i el P. lateralis del Nord. Aquestes dues subespècies s'han identificat a partir de la ubicació geogràfica a Austràlia, així com de la morfologia i plomatge.
Dues subespècies del psofoda de bigotis inclouen: Psophodes nigrogularis oberon i Psophodes nigrogularis nigrogularis.
Els de bec de falca tenen el seu propi lloc a Psophodes. Ford i Parker (1972) assenyalen que els bec de falca consten de dues espècies: l'oriental i l'occidental. L'espècie actual es coneix com a Psophodes cristatus, però, les diferències entre el psofoda crestat oriental i l'occidental són força substancials. Encara que morfològicament són semblants, el contrast en el comportament i vocalitzacions són força evidents.
La investigació filogenètica ha trobat que els dos de bec de fuet no són tàxons germans. L'estudi de Toon, Joseph i Burbidge (2013) va trobar que el psofoda barbablanc comparteix un avantpassat més recent amb els de bec de flaca el psofoda de bigotis. La inclusió del psofoda de Nova Guinea (Androphobus) al gènere pot ser que psofoda de bigotis esdevingui l'espècie germana d'aquest grup. Schodde i Mason (1999) van reconèixer que hi podria haver tres llinatges dins de Psophodes; el psofoda barbablanc, el de bigotis i els dos crestats. Això, però, encara no s'ha confirmat.
S'han produït més conjectures a través d'altres estudis de seqüenciació d'ADN d'ocells. Un estudi recent ha descobert que els Psophodidae (Psophodes i tords guatlla) eren polifilètics, amb Cinclosomatidae i Ptilorrhoa que comprenien un llinatge no relacionat amb els Psophodes. Això també s'ha de confirmar.
Els passeriformes (ordre en què es troba Psophodes) s'han relacionat amb la seqüenciació d'ADN amb Gondwana, el centre dels orígens d'una infinitat d'ordres aviaris. Austràlia ha jugat un paper integral en la diversificació de molts animals i plantes al llarg dels anys, inclosos els Passeriformes.
Específicament per al Psophodes, l'evolució s'ha descrit com una època en què la població pan-austral de Psophodes ancestrals va viure una escissió als extrems oriental i occidental d'Austràlia. Els següents períodes pluvials va permetre els del costat occidental migrar cap a l'est i ocupar zones properes a la conca de Murray.
Es diu que els Psophodes van divergir del seu grup principal aproximadament 13,8 milions d'anys. De la mateixa manera, el psofods barbablanc ha evolucionat molt divergent de les altres espècies de Psophodes. Pel que fa a les vocalitzacions, les similituds entre els de bec de falca i els de fuet reflecteixen el vincle ancestral.
El psofoda pitblanc (Psophodes leucogaster) (incloent-hi lashmari) es va tornar a incloure com a subespècie de P. nigrogularis davant només diferències morfològiques i vocals menors i una feble divergència genètica (Dickinson & Christidis 2014; del Hoyo & Collar 2016; HBW/BirdLife; WGAC 242. Vegeu Joseph 2021).
Segons la Classificació del Congrés Ornitològic Internacional (versió 15.1, 2025) aquest gènere està format per cinc espècies:
- Psophodes olivaceus - psofoda barbablanc.
- Psophodes nigrogularis - psofoda de bigotis.
- Psophodes cristatus - psofoda crestat oriental.
- Psophodes occidentalis - psofoda crestat occidental.